# Smaak (deeltjesfysica)
Smaak is een van de kwantumgetallen van elementaire deeltjes. 
Bepaalde deeltjes hebben een smaak, zoals de quarks (up, down, charm, strange, bottom en top) en de leptonen (elektronen, muonen, tau, elektron-neutrino, muon-neutrino en tau-neutrino). Er zijn een totaal van drie zover bekende smaken, de deeltjes veranderen in overgang van smaak alleen van massa. Voor de rest zijn de verschillende smaak generaties hetzelfde, de massa neemt toe van generatie 1 tot 3.
Een verandering van smaak herkennen wij als een deel van het bètaverval dat ontstaat door W-bosonen en Z-bosonen, dit is een rechtstreeks gevolg van de zwakke kernkracht. 
Er is op het moment nog geen duidelijke verklaring voor het bestaan van smaak, wel zijn er bepaalde theorieën die tot zover nog niet zijn onderzocht of bevestigd, het zou dus ook kunnen dat er meerdere onontdekte smaken zijn.